# Villefloure
Villefloure ist eine Gemeinde mit 157 Einwohnern (Stand: 1. Januar 2022) in Südfrankreich im Départements Aude. Sie gehört zum Gemeindeverband Carcassonne Agglo, zum Arrondissement Carcassonne und zum Kanton Carcassonne-2.

## Geographie
Villefloure liegt sechs Kilometer südlich von Carcassonne am Flüsschen Lauquette. Die Gemeinde liegt am Rande des Militärsperrgebiets Terrain de manœuvre de Villemaury.

## Bevölkerungsentwicklung
| Jahr                       | 1968 | 1975 | 1982 | 1990 | 1999 | 2006 | 2017 |
| -------------------------- | ---- | ---- | ---- | ---- | ---- | ---- | ---- |
| Einwohner                  | 75   | 57   | 62   | 82   | 76   | 120  | 165  |
| Quellen: Cassini und INSEE |      |      |      |      |      |      |      |